# Kain (Band)
Kain war eine deutschsprachige Rockband aus Berlin. 

## Geschichte
Die Band wurde 1997 als Schülerband gegründet und war zunächst unter verschiedenen Namen aktiv, darunter Abrakadabra, 030 und Toowaboo. Nach einem ersten Plattenvertrag, der jedoch nur zur Veröffentlichung eines Liedes auf einem Sampler führte, nahmen sie 2005 gemeinsam mit Produzent Oliver Pinelli ihr Debütalbum Leben im Schrank auf, das am 16. Februar 2007 erschien.
Sie traten bereits als Support von Reamonn, 3 Doors Down, Keith Caputo, Juli, Silbermond und H-Blockx auf.
Im Juli 2007 verließ Bassist Holger die Band.
2008 startete Lino Modica seine Solokarriere. Seit 2011 ist er mit seiner Band unterwegs.

## Diskografie

### Alben
- 2007: Leben im Schrank

### Singles
- 2006: Irgendwann
- 2007: Kaffee zum Mitnehmen
- 2007: Pack Dich

### EPs
- 2006: Auf dem Weg
- 2006: Unplugged Live Sessions
- 2007: Wir schlagen Alarm